# Dragør
Dragør es la ciudad principal y la sede del consejo municipal del municipio de Dragør (Dinamarca), que incluye el pueblo de Store Magleby.

## Geografía
Dragør, se encuentra en la costa sureste de la isla de Amager, a 12 km del centro de Copenhague, pero la ciudad no es una parte del área metropolitana de Copenhague. 
Junto con la población vecina de Store Magleby, se forma una zona urbana separada con una población de 11721 (1 de enero de 2011).
Dragør posee gran cantidad de edificios históricos bien conservados. La parte antigua de la ciudad es un laberinto de callejuelas empedradas, acogedor y pintoresco, con casas pintadas de amarillo y tejados rojos. Todo esto construido en un típico y tradicional estilo danés. Muchos de estos edificios tienen más de cien años de antigüedad.
Dragør fue una próspera ciudad marinera en la segunda mitad del siglo XIX, y su encantador puerto es todavía utilizado.

## Historia
Dragør fue fundada en el siglo XII creciendo rápidamente como puerto pesquero. La Liga Hanseática obtuvo privilegios comerciales en dicha población en 1370. Dragør continuó creciendo, llegando a ser puerto de atraque de una de las mayores flotas pesqueras del país, creando base para la salazón y procesamiento de pescado.
La primera parte del nombre Dragør proviene del verbo arrastrar, refiriéndose al arrastre de los barcos a tierra. La terminación Ø es común en topónimos escandinavos. Aquí hace referencia a una playa cubierta de arena o grava.

## Influencia neerlandesa
El área tiene una ascendencia neerlandesa que sigue siendo evidente. En el siglo XVI, el rey Cristián IV invitó a un grupo de agricultores de los Países Bajos - en un momento en que Dinamarca no era una nación muy avanzada en agricultura - a establecerse en la zona y producir alimentos para la familia real. 
Llegaron veinticuatro familias. Dichas familias y sus descendientes se establecieron en el pueblo de Store Magleby. 
Las tensiones entre los neerlandeses, agricultores del interior, y los daneses, pescadores y marineros en la costa, siguen siendo detectables. Existe una cierta rivalidad entre los ciudadanos de Store Magleby y Dragør. 
Los campesinos neerlandeses vendían sus verduras en el mercado Amagertorv en Copenhague. Entre sus muchos logros fueron los responsables de la introducción de la zanahoria en Dinamarca.

## Atracciones
Entre los lugares turísticos de la localidad de Dragør se encuentran:
- El Museo de Amager, una recreación al aire libre de la vida rural en Amager.
- Dragør Museum, un museo marítimo ubicado en el puerto de Dragør.[4]
- La colección Kastrupgaard (Kastrupgårdsamlingen) en Kastrup. Un museo de arte en las instalaciones de una hacienda del siglo XVIII.
- Mølsted Museo, en el corazón de Dragør sobre el estudio del artista y obra del pintor Chritian Mølsted (1862-1930).[4]

## Economía
Actualmente Dragør basa su economía en servicios y pesca.